# Eleocharis decumbens
Eleocharis decumbens är en halvgräsart som beskrevs av Charles Baron Clarke. Eleocharis decumbens ingår i släktet småsäv, och familjen halvgräs. Inga underarter finns listade i Catalogue of Life.

## Bildgalleri

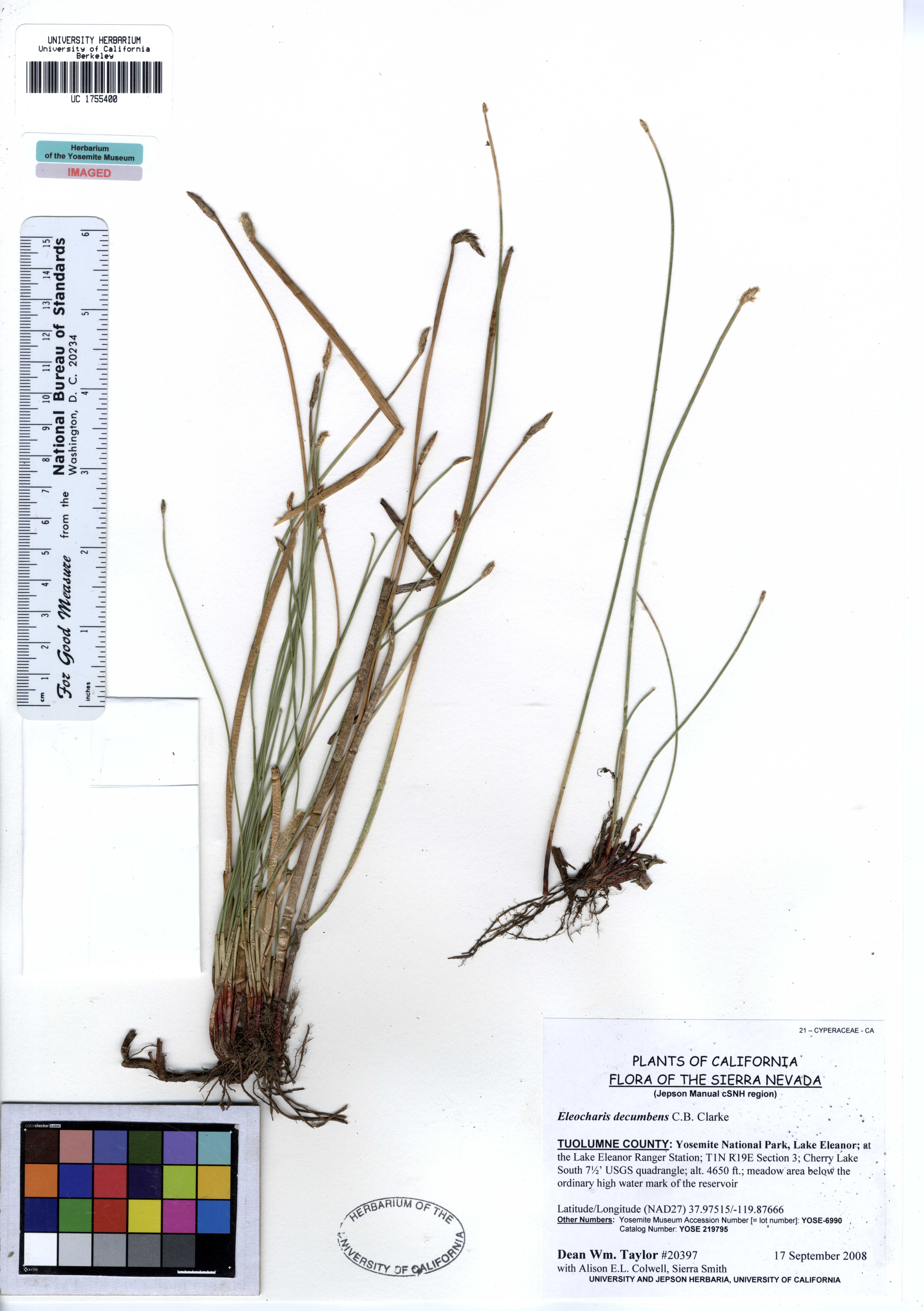